# Oskar Widman
Oskar Widman (* 2. Januar 1852 in Uppsala; † 26. August 1930) war ein schwedischer Chemiker und Hochschullehrer.

## Leben
Widman studierte Chemie in Uppsala, wurde 1877 an der philosophischen Fakultät der Universität Uppsala promoviert und arbeitete von 1879 bis 1880 bei Adolf von Baeyer in München. 1885 wurde er Professor für analytische Chemie an der Universität Uppsala, von 1905 bis 1917 als Ordinarius. Von 1910 bis 1916 war Widman Vizerektor der Universität. Widman war Mitglied des Nobelkomitees der Königlichen Schwedischen Akademie für das Fachgebiet Chemie von 1900 bis 1928.

1888 wurden von Oskar Widman Regeln zur Nomenklatur von heterocyclischen Verbindungen aufgestellt. Kurz davor hatte sich bereits Arthur Hantzsch unabhängig davon mit diesem Thema befasst. Aus diesen Arbeiten resultierte das noch heute gebräuchliche Hantzsch-Widman-System zur Benennung von Heterocyclen, das seit 1957 auch Teil der IUPAC-Nomenklatur ist.
Schwerpunkt seiner Forschungstätigkeit waren aromatische Verbindungen, wie z. B. die Usninsäure oder Isopropylbenzol-Derivate (Cymole, Thymol).
1907 wurde er zum auswärtigen Mitglied der Königlich Dänischen Akademie der Wissenschaften gewählt.